# کستین، مین
کستین (به انگلیسی: Castine) شهری در ایالت مین کشور ایالات متحده آمریکا است که جمعیت آن در سرشماری سال ۲۰۱۰ میلادی، ۱٬۰۲۹ نفر بوده‌است.